# Oligia mactata
Oligia mactata là một loài bướm đêm trong họ Noctuidae.